# Anatori (fleuve)
La rivière  Anatori  (anglais : Anatori River) est une petite rivière dans une partie reculée du District de Tasman dans l’extrémité nord de l’Ile du Sud de la Nouvelle-Zélande.

## Géographie
La rivière prend naissance de deux torrents (les branches Nord et Sud) provenant de la chaîne de Wakamarama Range, s’écoulant vers le Nord- nord-ouest puis vers le nord sur environ 12 km. L’embouchure de la rivière est accessible par une route rude, descendant vers la côte Ouest jusqu’à Farewell Spit et Collingwood, qui sont les villes les plus proches. Il y a un petit village nommé Anatori, à l’embouchure de la rivière.